# ハイノ・ベズイデンホウト
ハイノ・ベズイデンホウト（Heino Bezuidenhout、1997年3月13日 - ）は、南アフリカ共和国のラグビーユニオン選手。

## プロフィール
- 南アフリカ共和国・ロードポート出身[1]。
- ポジションはセンター(CTB)。
- 身長 188cm、体重 95kg

## 略歴
2018年、ラグビーワールドカップセブンズ2018の7人制南アフリカ共和国代表に選ばれて3位に貢献。